# Alex van Stipriaan
Andrew Alexander (Alex) van Stipriaan, een tijdlang Alex van Stipriaan Luïscius genoemd (Gent, 1954), is een Belgisch-Nederlands hoogleraar en curator. Hij is gespecialiseerd in de Cariben.

## Biografie
Alex van Stipriaan werd geboren in Gent en groeide als tiener op in Eindhoven en Den Haag, tussen vrienden van Indonesische en Surinaamse afkomst.
Het eerste bezoek aan Suriname maakte hij in 1974 op vakantie met Surinaamse vrienden. Hij raakte verliefd op het land en "die liefde is nooit meer overgegaan," aldus Van Stripiaan in 2009. Sindsdien is hij geregeld in het land. Hij studeerde niet-Westerse geschiedenis aan de Vrije Universiteit Amsterdam en studeerde in 1981 af op een scriptie getiteld Hoe Somerszorg op de koffie kwam. In 1993 promoveerde hij op het proefschrift Surinaams contrast. Roofbouw en overleven in een Caraïbische plantagekolonie 1750 – 1863.
Hij werkte vanaf 1986 bij de Erasmus Universiteit Rotterdam en werd daar in 1997 bevorderd tot hoogleraar niet-Westerse geschiedenis. Omdat papierwerk en managementstaken steeds meer deel waren gaan uitmaken van zijn werk, bracht hij zijn rol terug tot hoogleraar Caribische geschiedenis. Verder geeft hij les in Caribisch cultureel erfgoed, kunst, migratie, diversiteit en trans-Atlantische slavenhandel. Daarnaast was van 2005 tot 2014 curator van de Caribische en Latijns-Amerikaanse collectie van het Tropenmuseum in Amsterdam. Hij ging eind 2021 met emeritaat.
In 1999 sprak Van Stipriaan voor het eerst de Anton de Kom-lezing uit. Hij was medeverantwoordelijk voor de plaatsing van het Nationaal monument slavernijverleden en voor de oprichting van het Nationaal instituut Nederlands slavernijverleden en erfenis. In juni 2022 won hij de Dutilh-prijs voor zijn boek Rotterdam in slavernij.